# Церква Вознесіння Господнього (Заберізки)

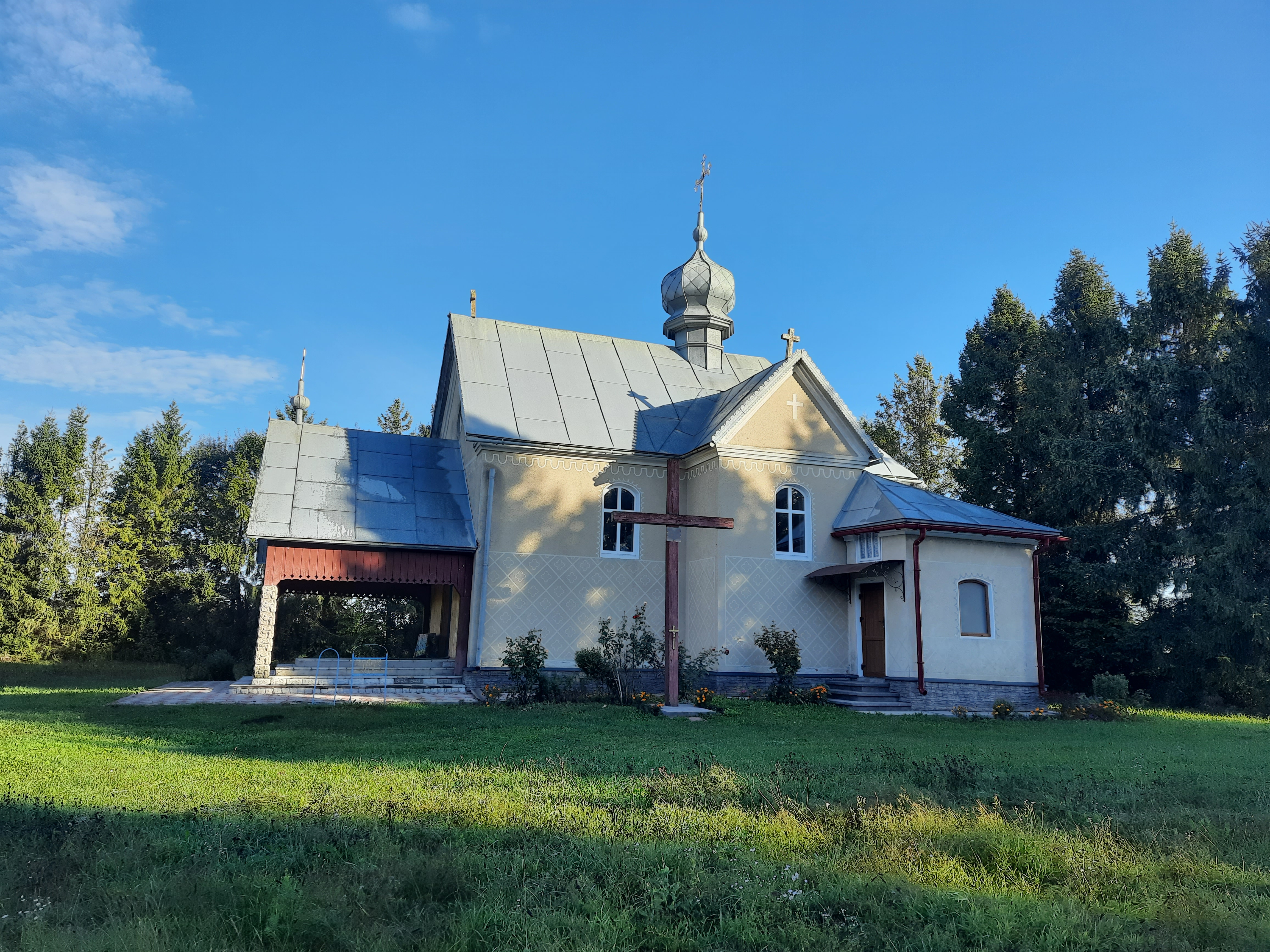
Церква Вознесіння Господнього

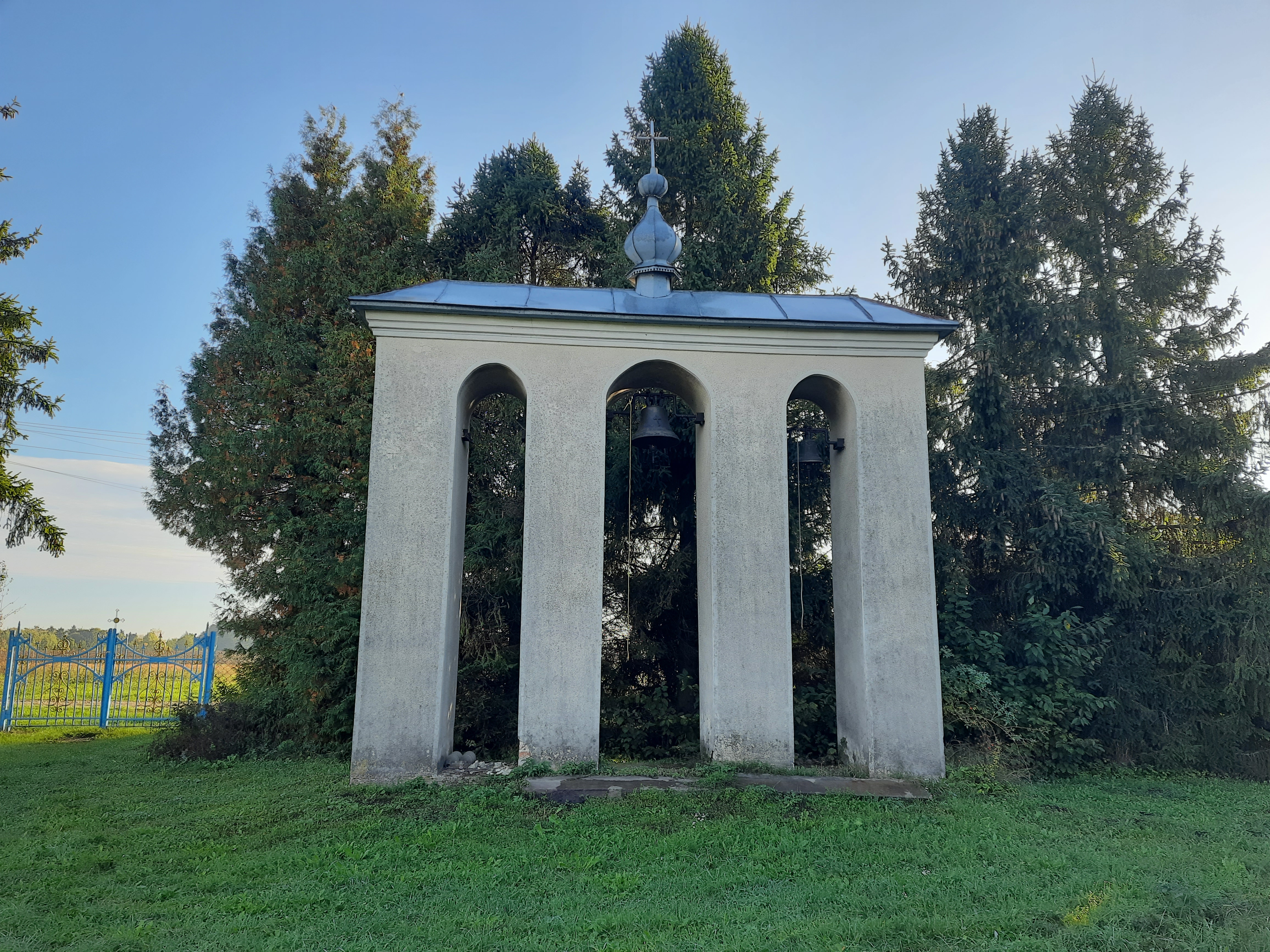
Дзвіниця церкви Вознесіння Господнього

Церква Вознесіння Господнього в Заберізках — парафія і храм греко-католицької громади Козлівського деканату Тернопільсько-Зборівської архієпархії Української греко-католицької церкви в селі Заберізки Тернопільського району Тернопільської области.

## Історія церкви
У 1991 році була заснована парафія, а у 1992 році завершилося будівництво храму. З моменту заснування парафія і церква належать до УГКЦ.
Наріжний камінь і місце для будівництва освятив отець Іван Колодій з парафії села Великий Глибочок у 1991 році. З проголошенням незалежності України мешканці села Заберізки вирішили збудувати власну церкву. Цей почин ініціювали та організували Семен Хавтур і Володимир Наворинський.
У будівництві храму брали постійну участь Петро Глух, Петро Васильчишин, Василь Меліш, Володимир Шафран, Микола Парубочий, Іван Павлишин та Володимир Тимчишин.
Освячення храму у червні 1994 року здійснив декан отець Дмитро Долішняк. Кошти на будівництво надали місцеві жителі та отець Павло Когут з Франції. Розпис церкви виконав художник із Козови Степан Павлишин.
При церкві діють: спільнота «Матері в молитві», Марійська та Вівтарна дружини.

## Парохи
- о. Євген Мушинський (1991—1993),
- о. Іван Кравець (1993—1997),
- о. Василь Лехняк (1997—2011),
- о. Ігор Демчук (з 1 листопада 2011).